# 膿毒症
脓毒症又稱败血症，是微生物等病原或其毒素侵入血液循环，进而引发的全身炎症反应综合征（SIRS），即由於感染所引起的全身性發炎的嚴重疾病。
根据Sepsis-3共识定义，脓毒症为因宿主对感染反应失调所致的危及生命的器官功能不全。此处的器官功能不全指序贯器官衰竭估计评分（SOFA score）≥2 分。
常見的臨床症狀包括發燒、呼吸頻率和心跳加速，以及意識不清。有時患者也會出現特定的臨床症狀，如因肺炎引起的咳嗽，或因為腎臟感染所導致的排尿灼熱感。若敗血症發生於年長者、年紀幼小或免疫能力貧弱之患者，則可能會沒有特定的感染症狀，亦可能表現出體溫過低或維持正常（一般發炎時，組織的溫度會升高）的特殊症狀。
嚴重的敗血症會導致供應組織的血流不足甚至器官衰竭。血流不足的原因可能是由於敗血症引起的低血壓、高血乳酸或是低排尿量所導致。敗血症引起的低血壓有可能會導致感染性休克，此一休克症狀並無法藉由靜脈輸液的方式有所改善。

## 成因與診斷
敗血症的定義為由於感染所引起的全身性發炎反應症候群（英語：Systemic inflammatory response  syndrome, SIRS），亦即滿足後列四項中至少兩項條件，加上存在感染的證據：體溫小於35°C或大於38°C、心跳每分鐘大於95次、呼吸頻率每分鐘大於25次或血液中二氧化碳分壓小於32毫米汞柱、血液中白血球數量每毫升大於12,000或小於4,000。感染的病原體多半為細菌，但亦可能被黴菌、病毒或寄生蟲侵入體內而引發敗血症。如病原体是病毒，则可是病毒血症。高危險族群包括：年長者、年紀幼小之個體，營養不良者以及因其他疾病 （如：癌症、糖尿病、重大創傷或燒傷）導致免疫功能不足之患者。
敗血症常見的原發性感染來自下列位置：肺、肾脏、膀胱、泌尿道、消化系統、插管部位、伤口或烧伤部位以及腹腔器官。血液培養可診斷出特定的病源菌，建議需在施打抗生素之前就取得血液檢體，然而菌血症並非診斷敗血症的必要條件。醫學影像亦可進一步分析且定位受到感染的病灶組織。其它有類似敗血症症狀的疾病有：嚴重全身過敏性反應、腎上腺皮質功能不全、低血容量、心臟衰竭以及肺栓塞等等。

## 治療
敗血症常規治療包括靜脈輸液及抗生素治療，通常需要在加護病房內進行生命徵象監測。升壓劑藥物使用於輸液無法有效維持血壓時，而呼吸機及透析治療能夠減輕肺臟以及腎臟的負擔。中央靜脈導管及動脈導管可連續監測血行動力學，提供治療上即時的處置，同時便於升壓藥物的使用。心輸出量以及血氧飽和也是應密切注意的數據，視情況需要採取必要處置以預防靜脈栓塞、上消化道壓力性潰瘍及褥瘡的發生。使用胰島素嚴格控制血糖對於部分敗血症病患是有好處的，類固醇的使用則尚有爭議。歷經十年臨床使用的試驗評估藥物活化蛋白質C又稱除栓素，具有抗凝血與抗發炎之效果，常使用在嚴重敗血症合併多重器官衰竭患者（英語：recombinant activated protein C or Xigris）然因無證據可支持用以治療敗血症病患，且有出血的高風險，禮來公司已於2011年10月25日宣布不再持續臨床試驗。

## 預後、流行病學、歷史與後遺症
預後決定於疾病嚴重度，其中敗血症死亡率可達30%，重度敗血症死亡率達50%。敗血性休克的死亡率隨統計族群不同而有極大的差異，有些甚至高達80%。估計每年全球有數百萬例敗血症發生，而確切統計數字，因發展中國家資料不完整而無法確定。在已發展國家如美國、日本，年發生率約每1000人0.2至3人，即每年有一百萬例敗血症。疾病發生率仍在上升中，其中男性多於女性。敗血症的另一字（英語：septicemia）以及毒血症（英語：blood poisoning）是描述血液中的微生物以及其產生的毒素，現在這兩種描述都已經十分少用。敗血症的病情至少在希波克拉底的時代就已經可見到相關描述。
许多严重敗血症患者存活患者會因二次感染或器官功能障碍等原因再次入院治疗，抑或是出現永久性器官损伤；出現谵妄、记忆力减退、语言障碍等认知功能障碍；出現焦虑、抑郁、创伤后应激障碍等精神障碍以及肢体功能障碍。

## 症狀
- 情緒或意識狀態改變
  - 焦慮
  - 易躁動
  - 昏睡
- 發燒
- 發冷
- 畏寒
- 體溫降低
- 心跳速率增加
- 呼吸速率增加
- 低血壓
- 小便排出量減少
- 皮膚蒼白
- 皮膚出現瘀青
- 皮膚出現紅點
- 膚色斑駁大理石樣
- 白血球過高或過低
  - 多重器官衰竭

## 治療方式
治療敗血症現有：
- 使用廣譜抗生素，待血液、尿液、痰等樣本分析後再改以特定抗生素
- 氧氣治療
- 早期血液動力治療（輸液、輸血及強心劑之使用，使中心靜脈壓 8-12 mmHg、平均動脈壓大於65 mmHg）
- 血糖控制
- 皮質類固醇治療（七天內，適量使用）
- 活化蛋白質C（具有抗凝血與抗發炎之效果，常使用在嚴重敗血症合併多重器官衰竭患者）及歷經十年臨床使用的試驗評估藥物Xigris（drotrecogin-alfa (activated) , rhAPC），因未能顯著降低敗血病患的死亡率，美國食品和藥物管理局與歐洲藥物管理局（European Medicine Agency, EMA）在2011年10月25日撤銷該藥物的使用。
- 內毒素吸附器 toraymyxin PMX

## 外部連結
- 醫學主題詞表（MeSH）：Sepsis
- 中的“膿毒症”
- 敗血症之最新治療 （页面存档备份，存于）
- 敗血症治療的新突破—人類活性蛋白C及低劑量類固醇治療